# リティク・ローシャン

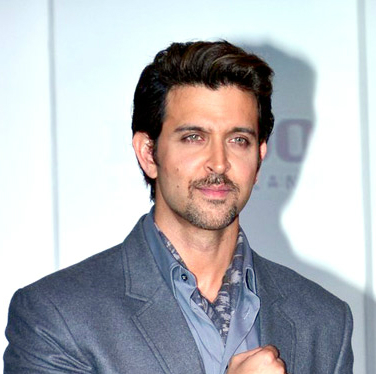
リティク・ローシャン（2013年）

リティク・ローシャン（ヒンディー語：ऋतिक रोशन，英語：Hrithik Roshan 1974年1月10日 - ）は、インドの俳優。主にボリウッドで活動している。過去フィルムフェア賞の最優秀主演男優部門で4度受賞。

## 略歴・人物
ムンバイ出身。
多指症のため、右手の親指が2本に分かれている。

## 出演作品
- アルターフ 復讐の名のもとに Mission Kashmir （2000年）
- 家族の四季 愛すれど遠く離れて Kabhi Khushi Kabhie Gham （2001年）
- 君を探してた Koi... Mil Gaya （2003年）
- クリッシュ 仮面のヒーロー krrish （2006年）
- Dhoom 2 （2006年）
- カイト kites （2010年）[1]
- 人生は二度とない Zindagi Na Milegi Dobara （2011年）※別題『人生は一度だけ』
- 闇の帝王DON 〜ベルリン強奪作戦〜 Don 2 （2011年）
- 火の道 Agneepath （2012年）[2]
- クリッシュ krrish3 （2012年）
- バンバン! Bang Bang! （2014年）
- Kaabil （2017年）
- スーパー30 アーナンド先生の教室 Super 30 （2019年）
- WAR ウォー!! War （2019年）
- ヴィクラムとヴェーダ Vikram Vedha（2022年）
- タイガー 裏切りのスパイ Tiger 3 （2023年）